# داریوز راتایزاک
داریوز راتایزاک (به لهستانی: Dariusz Ratajczak) مورخ لهستانی و منتقد هولوکاست و استاد سابق دانشگاه اوپوله بود. او در سال ۱۹۹۹ در دادگاه لهستان به جرم انکار هولوکاست محاکمه شده بود. جنازه او در ۱۱ ژوئیه ۲۰۱۰ بر روی صندلی یک اتومبیل پارک شده در مرکز خریدی در شهر اوپوله پیدا شد.